# Carrizo Springs, Texas
Carrizo Springs là một thành phố thuộc quận Dimmit, tiểu bang Texas, Hoa Kỳ. Năm 2010, dân số của xã này là 5368 người.

## Dân số
- Dân số năm 2000: 5655 người.
- Dân số năm 2010: 5368 người.